# Pièce commémorative de 1 dollar américain American Buffalo
La pièce commémorative de 1 dollar américain American Buffalo est une pièce commémorative non circulante émise en 2001 et frappée par la Monnaie des États-Unis dans ses succursales de Denver et Philadlephie.
Elle est autorisée par la Loi 106-375 du 27 octobre 2000, qui crée une pièce commémorative à la fois pour le musée national des Indiens d'Amérique et pour l'ancienne pièce de cinq cents en cupronickel connue sous le nom de Buffalo nickel, dont le dessin sert de base.

## Contexte
Le musée national des Indiens d'Amérique est un musée aux États-Unis consacré à la culture des peuples autochtones des Amériques. Il fait partie du groupe de musées et de centres de recherche de la Smithsonian Institution. Créé à la suite d'une loi votée par le Congrès américain en 1989, il comprend un musée à Washington, un musée à New York et un centre à Suitland dans le Maryland.
La pièce de cinq cents surnommée le nickel du bison ou nickel à tête indienne est une pièce en cuivre-nickel frappée par la Monnaie des États-Unis de 1913 à 1938. La pièce originale de 5 cents, appelée Buffalo nickel, conçue par James Earle Fraser et frappée de 1913 à 1938, présente une représentation de profil d'un Amérindien du côté avers et une représentation d'un bison américain du côté revers. C'est un modèle distinctif et approprié pour une pièce commémorative du musée.

## Législation
La loi publique 106-375 est une loi exigeant que le Secrétaire au Trésor frappe des pièces commémoratives en l'honneur du musée national des Indiens d'Amérique de la Smithsonian Institution. Cette loi peut être désignée sous le nom de « Loi de 2000 sur la pièce commémorative du Musée national des Indiens d'Amérique », ou la « Loi de 2000 sur la pièce commémorative du Bison américain ». Elle est approuvée par la Chambre le 26 septembre 2000 et par le Sénat le 11 octobre 2000. Le président Bill Clinton la signe le 27 octobre 2000.

## Dessin

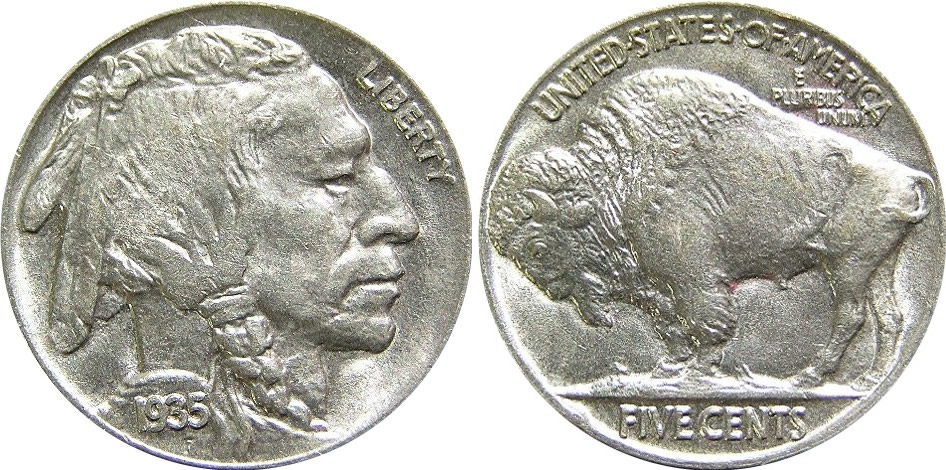
L'avers (à gauche) et le revers (à droite) d'un Buffalo nickel de 1935.

Le design de la pièce est pratiquement identique à celui créé en 1913 par James Earle Fraser pour le Buffalo nickel.
Le profil de l'Amérindien sur l'avers est une composition avec des traits de trois chefs amérindiens de différentes tribus, qui se produisent au début du XXe siècle dans des spectacles de l'Ouest sauvage à New York : le chef Sioux Iron Tail, le chef cheyenne Two Moon et le chef kiowa Big Tree. Les inscriptions qui s'y trouvent sont LIBERTY et la date d'émission, 2001,.
Selon la légende, pour le bison américain sur le revers, Fraser prend comme modèle Black Diamond (en) (1893-1915), un bison populaire du zoo de Central Park à New York. Le dessin du bison est accompagné des inscriptions légales UNITED STATES OF AMERICA, IN GOD WE TRUST et E PLURIBUS UNUM ainsi que la valeur faciale de la pièce ONE DOLLAR,.

## Production et vente
La loi autorisant cette émission fixe un tirage maximal de 500 000 exemplaires. La Monnaie de Denver est chargée de la frappe des pièces en finition brillant universel, tandis que la Monnaie de Philadelphie s'occupe de la version belle épreuve. Les pièces sont mises à la disposition du public le 7 juin 2001, et leur vente se conclut deux semaines plus tard, le 21 juin, en raison de leur succès, la totalité du tirage étant vendue,.
La Monnaie de Denver produit 227 131 exemplaires en version brillant universel, tandis que la Monnaie de Philadelphie frappe les 272 869 pièces avec une finition belle épreuve, totalisant ainsi le tirage maximal autorisé de 500 000 exemplaires.
Au moment de leur lancement, le dollar en argent American Buffalo est vendu au prix officiel de 11 dollars, avec ces dix dollars supplémentaires destinés au financement de l'ouverture et de l'entretien des programmes éducatifs du musée national des Indiens d'amérique, de l'Institut Smithsonian. Comme le tirage s'épuise rapidement, le musée demande une extension de 250 000 ou 500 000 exemplaires supplémentaires, mais cette demande est rejetée,.